# Dusk Dismantled
"Dusk Dismantled" é o segundo single do quinto álbum de estúdio da banda americana de thrash metalcore Trivium In Waves. Foi lançado em 28 de Junho de 2011 por download digital para os membros do portal oficial TriviumWorld.com e depois, 29 de Julho de 2011 foi postado no YouTube Esta canção teve sua performance ao vivo pela primeira vez em 19 de Julho de 2011, em um show em Birmingham, Reino Unido (portanto antes de seu lançamento) - juntamente com In Waves e a faixa 6 do mesmo álbum: Black.
Dusk Dismantled impressionou pela sua sonoridade black metal. Segundo o próprio guitarrista da banda, Corey Beaulieu, faz parte do novo estilo que o Trivium quer incorporar no novo álbum, segundo a declaração:
| “ | In Waves tem algumas faixas que exploram uma direção que nunca fomos antes, tendo canções com a totalidade de vocais pesados. Esta foi outra maneira de empurrar as fronteiras do nosso som e continuar a tentar coisas novas, mas ainda ser 100% Trivium. Cada faixa tem sua própria vibração distinta – da tingida de black metal Dusk Dismantled, para os riffs caóticos de Skyline Severance, para a nonstop bludgeoning de Chaos Reigns… essas faixas mostram um novo lado nosso. | ” |